# Jásd
Jásd is een plaats (község) en gemeente in het Hongaarse comitaat Veszprém. Jásd telt 839 inwoners (2001).